# Hagalunds IS
Hagalunds IS ist ein schwedischer Sportverein aus Solna. Die Fußballmannschaft spielte in ihrer Geschichte drei Spielzeiten in der zweithöchsten schwedischen Spielklasse.

## Geschichte
Hagalunds IS gründete sich im März 1906 unter dem Namen Solna IS. 1923 gab sich der Klub den heutigen Namen. Zunächst spielte die Mannschaft unterklassig, ehe sie sich 1930 für das nationale Ligasystem qualifizierte und in der drittklassigen Division 3 Östsvenska antrat. Nachdem die Mannschaft 1934 abgestiegen war, etablierte sie sich im Anschluss an den Wiederaufstieg 1940 in der nationalen Meisterschaft. Nach einem dritten Platz im ersten Jahr nach dem Aufstieg hinter IFK Lidingö und Årsta SK gewann sie 1942 ihre Drittligastaffel und stieg nach Erfolgen gegen Örtakoloniens IF in den Aufstiegsspielen in die Zweitklassigkeit auf.
Hagalunds IS spielte in der Division 2 Norra gegen den Abstieg, konnte aber die erste Spielzeit vor Gefle IF, Hofors AIF und Sundbybergs IK auf einem Nicht-Abstiegsplatz beenden. Drei Saisonsiege in der anschließenden Saison waren für den Klassenerhalt zu wenig, mit drei Punkten Rückstand auf Hallstahammars SK stieg der Klub gemeinsam mit dem Liganeuling Örtakoloniens IF in die dritte Liga ab. Mit nur zwei Saisonniederlagen und 16 Siegen aus 18 Spielen erreichte der Klub den Staffelsieg. In der Aufstiegsrunde deklassierte die Mannschaft Södra BK, den Staffelsieger der Division 3 Östsvenska Norra, nach einem 5:1-Auswärtserfolg mit einem 11:1-Sieg im Rückspiel. Wiederum erwies sich das Niveau in der Zweitklassigkeit als zu hoch, mit neun Punkten platzierte sich der Verein am Tabellenende. Im folgenden Jahr wurde die Mannschaft Opfer einer Ligareform, als sie trotz der Vizemeisterschaft hinter Sundbybergs IK in Entscheidungsspielen gegen IK City die Qualifikation zur dritten Liga verpasste und in die Viertklassigkeit abrutschte.
1954 kehrte Hagalunds IS in die Drittklassigkeit zurück. Auf Anhieb setzte sich der Klub im vorderen Tabellenbereich fest und verpasste 1956 als Tabellenzweiter hinter Katrineholms SK sowie ein Jahr später hinter Vasalunds IF den Wiederaufstieg in die zweite Liga nur knapp. Anschließend rutschte er in den mittleren Tabellenbereich ab und stieg 1960 erneut ab. Nach dem sofortigen Wiederaufstieg verpasste der Klub erneut den Klassenerhalt. Damit verabschiedete sich die Mannschaft vom höherklassigen Fußball.
Die Eishockeyabteilung des Vereins nahm in der Saison 1950 an der damals noch im Pokal-Modus ausgetragenen schwedischen Meisterschaft teil.

## Stadion
Hagalunds IS bestritt seine Heimspiele zunächst auf dem vereinseigenen Sportplatz Hagalunds IP aus. 1985 zog die Mannschaft auf den Råsunda IP um. Mittlerweile dient Skytteholms IP als Heimstadion.

## Persönlichkeiten
- Sune Andersson, begann seine Karriere bei Hagalunds IS, später schwedischer Nationalspieler und Olympiasieger 1948
- Sven Andersson, begann seine Karriere bei Hagalunds IS, später schwedischer Nationalspieler und WM-Teilnehmer
- Roland Magnusson, langjähriger Spielertrainer, spielte jeweils in Schweden und der Türkei in der ersten Liga